# Собківське поселення
Со́бківське поселення, поселення білогрудівської культури, пізньої бронзової доби, залишки якого виявлено у села Собківці, Уманського району Черкаської області, досліджене Софією Березанською і Г. Тітенко у 1951 — 52.
Собківське поселення положене на правому, підвищеному березі річки, характеристичне зольниками, могилоподібними насипами з великою кількістю попелу та залишками господарські знаряддя (зернотертки, сокири, крем'яні серпи, кістяні голки, шила) і бронзових прикрас (спіраль, кільця, шпилька), а також багато кераміки (горшки, миски, черпаки та інше, деякі прикрашені заглибленими рисками). 
Населення Собківського поселення займалося хліборобством і скотарством, а також полюванням та рибальством.